# North American Free Trade Agreement
North American Free Trade Agreement, kendt som NAFTA, (fransk: Accord de libre-échange nord-américain, ALÉNA; spansk: Tratado de Libre Comercio de América del Norte, TLCAN) er en omfattende frihandelsaftale, der forbinder Canada, USA og Mexico i et frihandelsområde. NAFTA trådte i kraft 1. januar 1994.